# Miller Lite 200 1998
Miller Lite 200 1998 var den trettonde deltävlingen i CART World Series säsongen 1998. Den kördes den 9 augusti på Mid-Ohio Sports Car Course i Lexington, Ohio. Patrick Racing tog en dubbelseger, då Adrián Fernández vann före Scott Pruett. Fernández tävlade framförallt med Greg Moore under racet, men Moore kraschade, och tappade sina realistiska möjligheter att tävla om mästerskapet. Trots att Alex Zanardi bara blev tolva, och missade att vinna en tävling på en konventionell racerbana för första gången på hela säsongen och trots hans misslyckade tävling, utökade han mästerskapsledningen, eftersom varken Jimmy Vasser eller Moore tog några poäng. Vasser eliminerades i en kollision involverande toppförarna från kvalet, vilket även tvingade poleinnehavaren Dario Franchitti att bryta tävlingen.

## Slutresultat
| Plats | Förare               | Team                     | Grid | Kvaltid  |
| ----- | -------------------- | ------------------------ | ---- | -------- |
| 1     | Adrián Fernández     | Patrick Racing           | 5    | 1.06,071 |
| 2     | Scott Pruett         | Patrick Racing           | 11   | 1.06,430 |
| 3     | Bobby Rahal          | Team Rahal               | 16   | 1.06,765 |
| 4     | Maurício Gugelmin    | PacWest Racing           | 4    | 1.06,003 |
| 5     | Paul Tracy           | Team KOOL Green          | 21   | 1.07,412 |
| 6     | Al Unser Jr.         | Marlboro Team Penske     | 7    | 1.06,234 |
| 7     | Patrick Carpentier   | Forsythe Racing          | 9    | 1.06,425 |
| 8     | Tony Kanaan          | Tasman Motorsports       | 18   | 1.06,913 |
| 9     | Gil de Ferran        | Walker Racing            | 12   | 1.06,443 |
| 10    | André Ribeiro        | Marlboro Team Penske     | 14   | 1.06,501 |
| 11    | Robby Gordon         | Arciero-Wells Racing     | 25   | 1.08,194 |
| 12    | Alex Zanardi         | Chip Ganassi Racing      | 13   | 1.06,480 |
| 13    | Christian Fittipaldi | Newman/Haas Racing       | 19   | 1.07,028 |
| 14    | Max Papis            | Arciero-Wells Racing     | 24   | 1.07,769 |
| 15    | JJ Lehto             | Hogan Racing             | 17   | 1.06,853 |
| 16    | Alex Barron          | All American Racing      | 26   | 1.08,565 |
| 17    | Hélio Castroneves    | Bettenhausen Motorsports | 20   | 1.07,276 |
| 18    | Arnd Meier           | Davis Racing             | 27   | 1.09,086 |
| 19    | Mark Blundell        | PacWest Racing           | 8    | 1.06,372 |
| 20    | P.J. Jones           | All American Racing      | 28   | 1.09,103 |
| 21    | Michael Andretti     | Newman/Haas Racing       | 10   | 1.06,426 |
| 22    | Greg Moore           | Forsythe Racing          | 6    | 1.06,098 |
| 23    | Gualter Salles       | Payton/Coyne Racing      | 23   | 1.07,745 |
| 24    | Richie Hearn         | Della Penna Motorsports  | 15   | 1.06,587 |
| 25    | Bryan Herta          | Team Rahal               | 3    | 1.05,863 |
| 26    | Dario Franchitti     | Team KOOL Green          | 1    | 1.05,679 |
| 27    | Jimmy Vasser         | Chip Ganassi Racing      | 2    | 1.05,834 |
| 28    | Michel Jourdain Jr.  | Payton/Coyne Racing      | 22   | 1.07,620 |